# Mary's Club
El Mary's Club es el club de estriptis más antiguo de la ciudad de Portland (Oregón), así como uno de los más longevos en los Estados Unidos. En 1954, Roy Keller compró el negocio a Mary Duerst Hemming, que lo regentaba como piano bar desde los años treinta. Al principio, Keller contrató a bailarinas go-go como entretenimiento durante los descansos del pianista, y más tarde las contrató a tiempo completo debido a su popularidad. En 1955 se introdujeron las bailarinas en topless. En el club también actuaban cómicos, músicos, cantantes y otros artistas. El baile al desnudo comenzó en 1985, tras una sentencia judicial contra las ordenanzas de la ciudad de Portland que lo prohibían en los locales que servían alcohol.
Entre las antiguas strippers figuran Courtney Love y Christine Jorgensen, aunque el club es conocido por sus bailarinas de toda la vida, fieles al negocio familiar. Desde la muerte de Keller en 2006, el Mary's Club es propiedad de su hija Vicki y está gestionado por ella. Es una institución en Portland, ha sido incluido en varias listas de los mejores clubes de striptease y su letrero de neón está considerado un monumento. El club ha aparecido en varias películas, como Bongwater (1997) y Brainsmasher... Una historia de amor (1993), y se ha incluido en recorridos a pie por la ciudad.

## Historia
El Mary's Club, conocido como "el primer topless de Portland", es el club de estriptis más antiguo de la ciudad. El capataz de los astilleros de Portland, Roy Keller, compró el club en 1954 por unos 25 000 dólares a Mary Duerst Hemming, a quien se le adjudicó el piano bar (muy popular entre los marineros) en un acuerdo de divorcio y regentó el negocio "durante más de 20 años" a partir de la década de 1930. Según The Seattle Times, Keller contrató inicialmente a bailarinas go-go para entretener al público durante los descansos del pianista.
Debido a la popularidad de las bailarinas, Keller las contrató a tiempo completo, despidió al pianista e introdujo "bailarinas en topless vestidas con bragas" en 1955. Ese año, dos concejales aconsejaron a Keller que no instalara máquinas de pinball en el club, ya que Portland tenía entonces una ordenanza antipinball que estaba siendo impugnada en los tribunales. Un equipo del Mary's Club jugó en la Liga Multnomah de la Asociación de Baloncesto de Portland durante la temporada 1955-56 con equipos patrocinados por Interstate Hauling, Kent's Keg, Il Trovatore, Frolic Inn y la Base Aérea de Portland, entre otros.

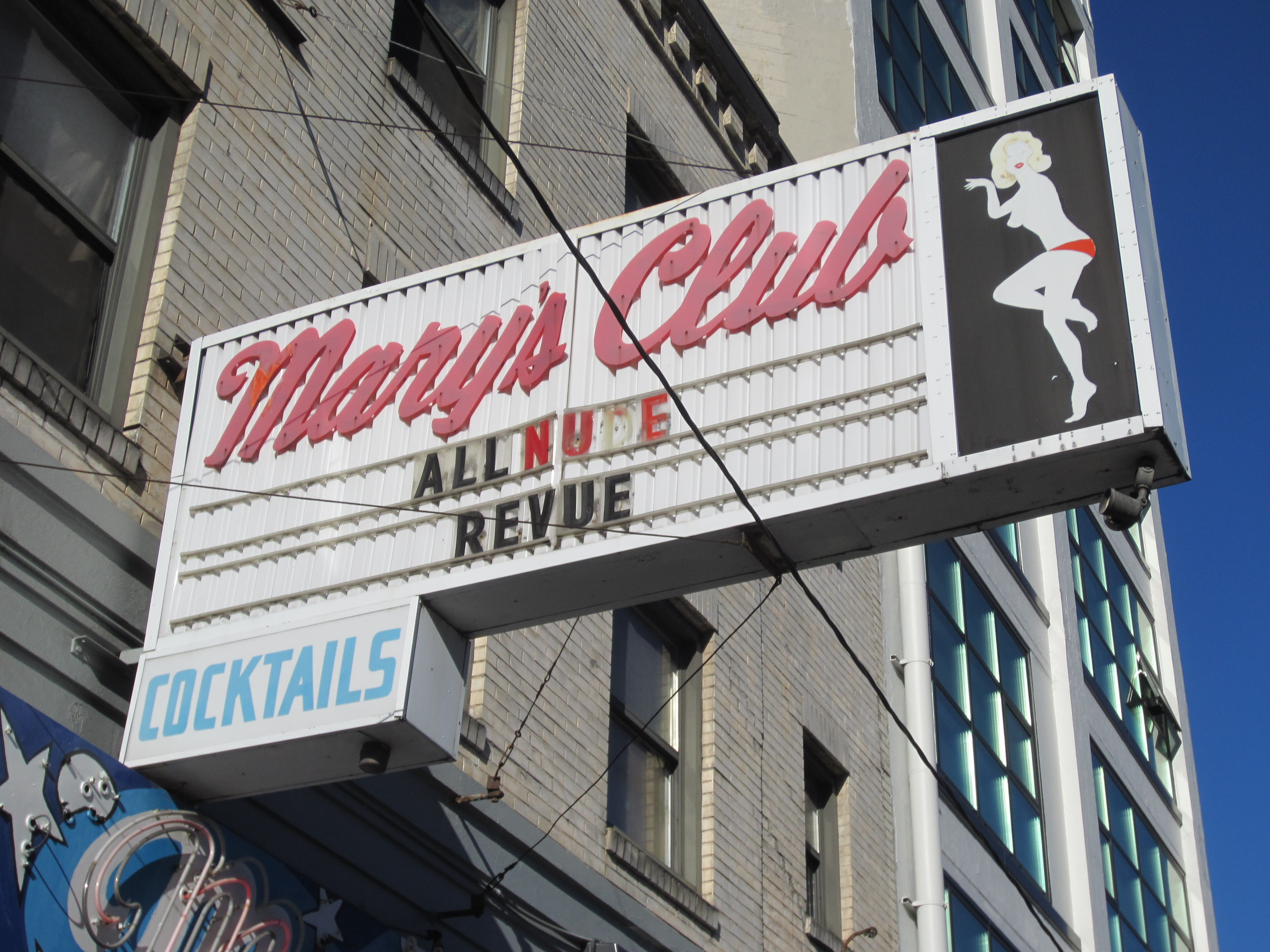
Marquesina publicitaria del club en 2014.

En el club actuaban cantantes, cómicos y pianistas. Un anuncio de prensa de 1958 anunciaba que su telonera era Tiny Watson, "200 libras de alegría y júbilo", y la comparaba con Sophie Tucker. El encargado de cerrar el espectáculo era George James, "Rey de los teclados". En 1965, un artículo del The Oregonian presentaba a la bailarina en topless Bambi Darling, que actuaba en el Mary's Club; al parecer, destacaba en la discoteca, "agitándose y ondulándose" al son del Mashed Potato, el Monkey, el Shotgun y otros bailes populares de la época. Keller, del que se decía que parecía "un diácono de iglesia", alababa a sus bailarinas y describía a su clientela como "más refinada" que la del club anterior a 1954. En marzo de 1966, los "16 tórridos números" de Darling compartían cartel con el luchador de reptiles Bobby Vale y Gigi La France, promocionada como la respuesta del club a James Bond. Se dice que Tom Waits cantó sobre el club en Pasties and a G-String, de su álbum Small Change (1976). En 2012, un autor escribió que el Mary's Club contaba con "artistas contorsionistas tatuados".

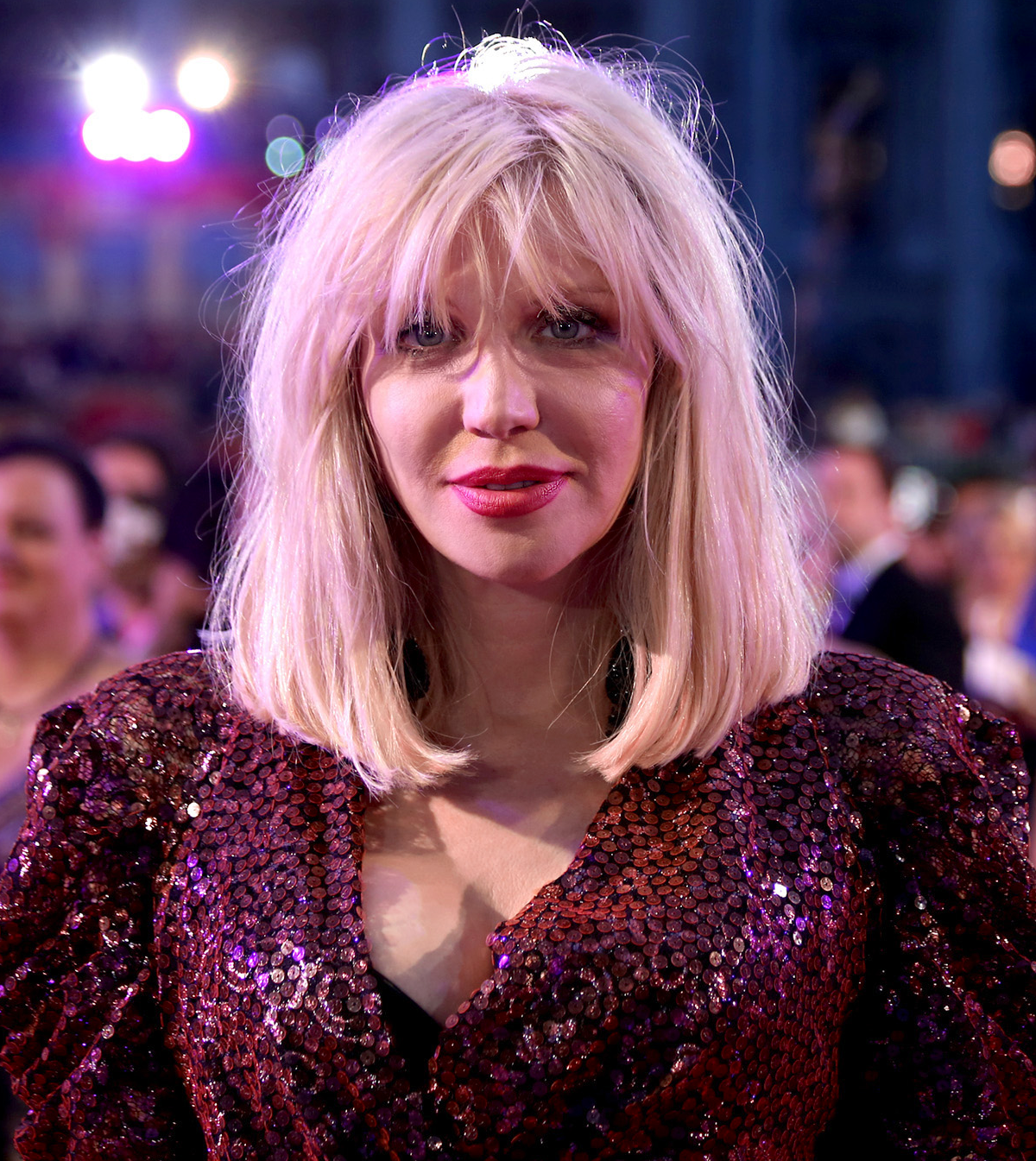
La cantante Courtney Love actuó en el club.

El baile desnudo en el club comenzó en 1985, después de que un juez anulara las ordenanzas de la ciudad de Portland que lo prohibían en los locales que servían alcohol. El pleito por los picardías y los tangas se inició después de que Portland se anexionara terrenos que antes estaban regulados por el condado de Multnomah, lo que permitía a las bailarinas de taberna actuar sin ropa. Un bar obligado por la anexión a eliminar sus bailes nudistas demandó con éxito a la ciudad. "En cuanto nos enteramos [de la sentencia], nos pusimos a bailar desnudos", declaró un empleado del club citado por The Oregonian.
Según Willamette Week, Courtney Love (cuya foto autografiada cuelga de una pared del club) es una antigua bailarina de striptease del Mary's Club. Love escribió en la fotografía que "compré mi primera guitarra aquí enseñando mis tetitas". Aunque Christine Jorgensen también trabajó en el club, las bailarinas suelen ser empleadas de larga duración leales al negocio familiar. Keller falleció en 2006 a los 90 años, y el Mary's Club pasó a ser regentado por su hija Vicki, quien recordaba que trabajó allí por primera vez cuando era una camarera de siete años. Vicki gestionó el negocio durante veinticinco años antes de la muerte de su padre, y sus hijas trabajaron en el club durante ese periodo.
Según un perfil de Portland Monthly de 2013, Mary's Club tiene un bar de cócteles completo, más de dos docenas de variedades de cerveza y vino, y un menú con cocina mexicana. El club cobra una consumición mínima y una pequeña entrada los viernes y sábados por la noche. En agosto de 2021, Mary's Club anunció que abandonaría su ubicación en Southwest Broadway debido a la venta del edificio que ocupaba.

## Murales y marquesinas
Entre 1956 y 1958, Keller contrató a La Monte Montyne para que pintara murales por todo el interior del club. En varios de ellos aparecen mujeres en lugares exóticos, como Oriente y las Pirámides; uno representa a una "belleza isleña" que observa a unos marineros cargar plátanos en un barco, y otro muestra a marineros mercantes trabajando frente a un barco atracado en un puerto "parecido a Portland". El mural de las Pirámides representa a una mujer Cleopatra descansando, y otro a una "sacerdotisa exótica" haciendo un sacrificio en un volcán. Según Mary's, los murales reciben "¡casi tanta atención como las chicas!". La marquesina de neón "retro" de Mary's ha sido calificada de "punto de referencia para locales y turistas por igual". En 2014, un colaborador de Willamette Week dijo sobre la señalización: "La marquesina, azul y llena de estrellas, que anuncia tímidamente una noche de 'Cena y Baile', es tan icónica como el neón del cartel 'Made in Oregon' y la cola fuera de Voodoo". El logotipo de la camarera del club aparece en la ropa, y su marquesina también incluye un epitafio a Keller.

## Recepción

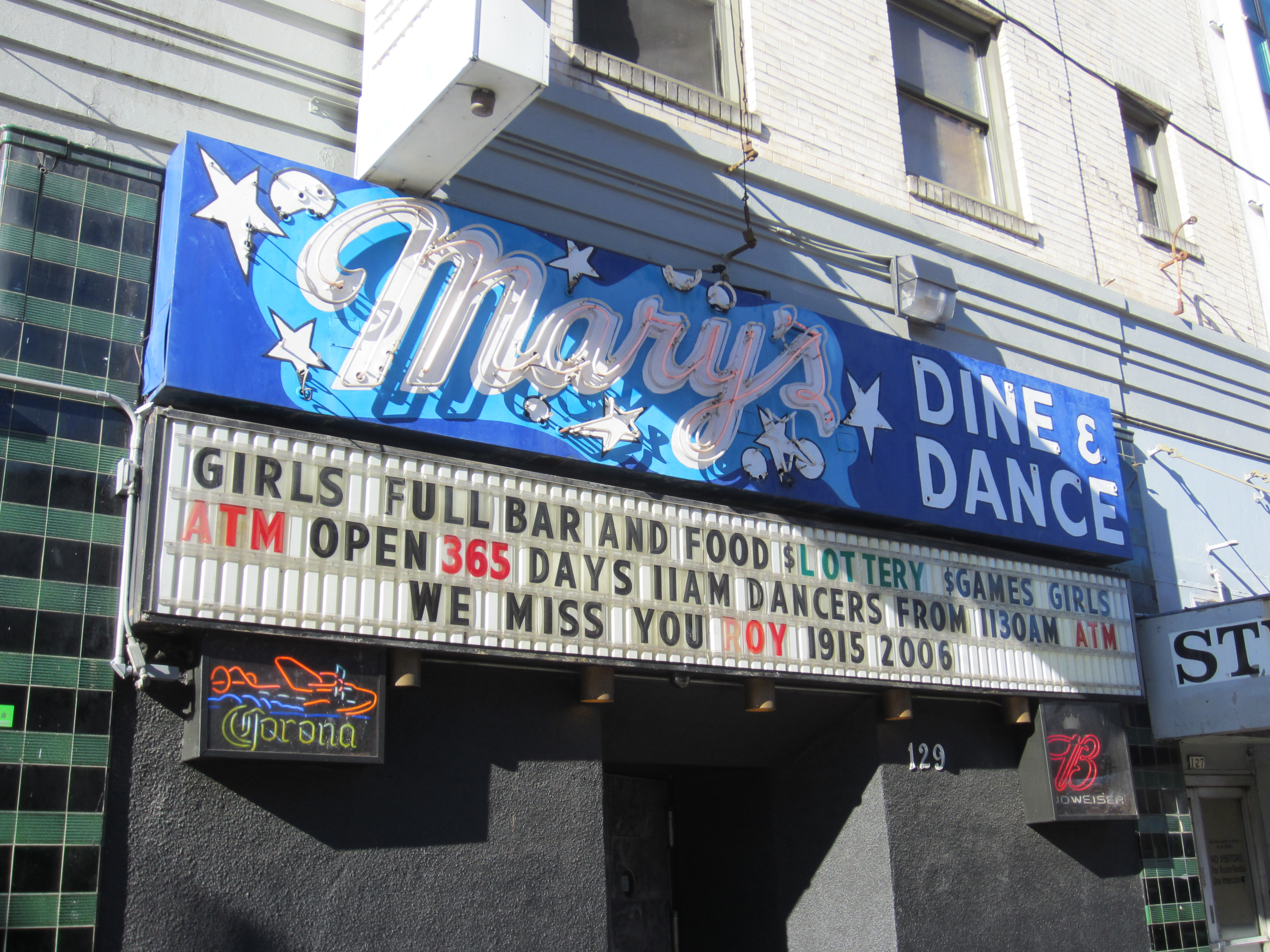
Entrada del club en 2014.

Mary's Club ha sido calificado de "institución del centro de la ciudad" y de "punto de referencia de la vida nocturna de Portland". En 2001, The Portland Mercury calificó el club de "visita obligada para cualquier verdadero conocedor de los clubes de estriptis" por ofrecer "simpatía y sensualidad". Un periodista encontró el interior "acogedor", con bailarinas conversadoras que parecían disfrutar de su interacción con los clientes. Tras la muerte de Keller, Willamette Week afirmó que el club "ha consolidado su lugar en la historia mucho más allá de los límites de la ciudad" por presentar a Love y Jorgensen y ofrecer desnudos a una clientela fiel. Mary Christmas, del periódico, escribió que Keller se había convertido en una "celebridad regional" y que se le podía atribuir el inicio de una industria local.
En 2011, un colaborador del Daily Vanguard (el periódico de la Universidad Estatal de Portland) incluyó Mary's en su lista de los cinco mejores clubes de estriptis de la ciudad: "Si solo visitas un club de baile en esta ciudad, probablemente debería ser Mary's. El interior es cargado y sórdido, pero encarna esa sensación de barrio rojo que encaja a la perfección con [el] ambiente ruidoso". Ese mismo año, Willamette Week lo definió como "la gran dama indiscutible de los clubes de striptease de la costa oeste" y "un hito obstinadamente degenerado". Según Matthew Korfhage, su entretenimiento consistía en "chicas/señoritas, simpáticas y descaradas a la vez, extrañamente elegantes, con buen gusto para el juke, que dejaban ver todos sus piercings y tatuajes. En 2013, Portland Monthly hizo del Mary's Club una "selección del editor" por sus bailarinas, su personal exclusivamente femenino y su ambiente "acogedor y relajado". Thrillist.com incluyó el Mary's en su "guía definitiva" de los mejores clubes de striptease de Portland, elogiando su "glorioso letrero intermitente que te da la bienvenida al Downtown" y calificando el club como "una parte del pasado de Portland que todos deberíamos valorar". Men's Fitness incluyó a Mary's en su lista de los "10 mejores clubes de striptease de Estados Unidos", calificándolo de "lugar emblemático de neón" con murales a la luz negra y un "ambiente relajado".
Thomas Lauderdale, conocido por su trabajo con la banda Pink Martini de Portland, ha compartido su afición por el club y lo considera uno de sus lugares favoritos de la ciudad. Portland Monthly publicó un vídeo de Lauderdale dando una vuelta por el club. Lauderdale entrevista a Vicki Keller y muestra los murales del interior. A veces lleva una chaqueta estilo bombardero de Pink Martini inspirada en una que vendía el negocio en los años 50. Entre las películas que incluyen escenas rodadas en Mary's se incluyen Bongwater (1997), Brainsmasher.... A Love Story (1993) y Dangerous Pursuit (1990). El club se ha incluido en recorridos a pie por Portland, como el de Lonely Planet "Underground Portland".
El Mary's Club fue la última parada del recorrido histórico de 2013 "Seedy, Seamy and Sinful Portland", que llevó a visitantes adultos a lugares de Old Town Chinatown para examinar los "elementos más oscuros" de la ciudad. Dirigida por un historiador, la visita incluía salones, fumaderos de opio, salas de juego y burdeles que operaban en la ciudad. Se repitió en la visita de 2014 del historiador, "Shanghaiers, Saloons and Skullduggery: Un recorrido a pie por el pasado pecaminoso de Portland".